# 熊澤風花
熊澤 風花（くまざわ ふうか、2002年7月2日 - ）は、日本の女性アイドル、モデル、グラビアアイドル。埼玉県入間市出身。ヴェルヴェットマネージメント所属、サンミュージック出版と業務提携。 女性アイドルユニットTask have Funのメンバー。

## 略歴

### プリティグッド時代
小学4年生の時に原宿でスカウトされ、芸能事務所ヴェルヴェットマネージメントに所属。
2013年8月、同社所属の女性アイドルグループ『プリティグッド!』の追加メンバーとして芸能活動を始める。その後6人組グループとなり、2014年5月にシングルデビュー。以後、計3枚のシングルをリリース。また、CM・広告のイメージモデルなどの個人活動も行う。
2015年11月、プリティグッド!からメンバー4人が卒業し、事実上のグループ活動が終了。以降は、残留した自身と小牟礼愛子（後の疾走クレヨンメンバー）の2人によるデュオ編成で再スタートを切る。

### Task have Fun時代
2016年2月、プリティグッド!とは別に、白岡今日花・里仲菜月と共に新ユニットを結成し、仮名「TASK part ONE」として活動開始。ユニット名が『Task have Fun』（タスク・ハブ・ファン）に決定し、5月にシングルデビュー。以後、数多くのライブに出演。
2017年3月、活動が停滞していたプリティグッド!を正式に解消し、Task have Funに専念。4月、NHK Eテレにて教養バラエティ番組『テストの花道』にレギュラー出演開始。5月、Task have Funの4thシングル『3WD』が話題となり、以降ユニットは大きく知名度を上げていく。
2018年4月、高校進学を機にグラビア活動を始める。12月、初のデジタル写真集『今日を届けに………』発売。
2019年1月、週刊ヤングジャンプ創刊40周年を記念した「SS ELEVEN」に選出。2月、2ndデジタル写真集『恋風』および、9月に3rdデジタル写真集『あの日の“あの子”』が発売。11月には初主演の映画『FIND』が公開。
2020年、Task have Fun名義で、ハロー!プロジェクトで知られる音楽プロデューサー・つんく♂とコラボを開始。
2021年3月、高校を卒業し、翌月から大学に進学。4月、大手のイベンター組織 @JAM（アットジャム）10周年のナビゲーターユニット『FMF』（エフエムエフ）メンバーに選出され、8月末までの期間限定で活動。6月、映像作家・森翔太制作の実験的短編動画『17クラブ』で主演。11月、週刊ヤングジャンプにグラビアが掲載され、4thデジタル写真集が発売。
2022年3月、WEBマガジン『ガラスガール』創刊号のカバーガールを務め、4月より関連したデジタルフォトブックを配信。6月、デジタル写真集が発売。
2023年3月、1st写真集『またあした。』を発売。11月、札幌コレクションにてランウェイ。
2024年4月、サンミュージック出版と業務提携。6月、堀辰雄の青春小説『風立ちぬ』をイメージしたデジタル写真集を発売。
2025年7月、2nd写真集『小さくて大切なもの』を発売。

## 人物
埼玉県出身。幼少期に3年ほど新潟県に在住していた。中学校時代は家庭科部に所属。家族には兄と弟がいる。
愛称は「ふうちゃん」「くまぷー」など。物腰は穏やかながら口調はわりと早口。インドア派ながら散歩好き。髪型はショートボブ。以前はロングであったが、Task have Funを始めてからショートに定着した。メディアからは、アイドル界でトップクラスの「正統派ショートカット美少女」とも紹介されている。
趣味・特技は、音楽鑑賞・ダンス・不動産物件のリサーチなど。好きな四字熟語は温厚篤実（）。敬愛する有名人は、福原遥。
好きなものは、金目鯛の煮付け、メロン、牛タン、肉料理、チョコレート・ラスクなどの菓子類、イカの珍味・カルパス, ジャーキー, サラミなどのドライソーセージやジャンクフード。朝食はシュガートースト。

## Task have Fun関連
元々は人見知りや引っ込み思案な性格であったが、プリティグッドの活動を通じて克服していった。しかし成功を見ぬままユニットは終息。本人は「悔しくって仕方なかった。次にチャンスを貰ったTask have Funでは、何とか成功したい想いがあった」と語っている。
自己主張を抑えたり体調不良を我慢するなど、仕事に対して自己犠牲的な側面がある。これは美点ではなく欠点だと心配され、度々メンバーから注意喚起を受けていた。
Task have Funがデビューしたのは、公式で2016年5月としている。ただしレッスンの段階で白岡・里仲と出会ったのは前年の夏頃からで、正式デビューまで約1年の期間を要した。打ち解け始めたのは冬頃と明かしている。自身は小学5年から芸能活動を始めており、厳密には2人に対し先輩にあたる。

## 作品

### 写真集
- 熊澤風花 1st写真集『またあした。』（2023年3月24日、東京ニュース通信社、撮影：細居幸次郎）[39]
- 熊澤風花 2nd写真集『小さくて大切なもの』（2025年7月2日、秋田書店、撮影：前康輔）[40]

WEBデジタル版
- YJ PHOTO BOOK 熊澤風花 写真集『今日を届けに………』（2018年12月13日、集英社、撮影：細居幸次郎）
- 週プレ PHOTO BOOK 熊澤風花 写真集『恋風』（2019年2月1日、集英社、撮影：熊谷貫）
- YJ PHOTO BOOK 熊澤風花 写真集『あの日の“あの子”』（2019年9月26日、集英社、撮影：細居幸次郎）
- YJ PHOTO BOOK 熊澤風花 写真集『熊澤ちゃんの風花さん』（2021年11月18日、集英社、撮影：細居幸次郎）
- 週プレ PHOTO BOOK 熊澤風花 写真集『ヒロインは終わらない』（2022年5月23日、集英社、撮影：YOROKOBI）
- BLTデジタル写真集 熊澤風花『ホットケーキシロップ。』（2022年6月25日、東京ニュース通信社）
- STRiKE! DIGITAL PHOTOBOOK 012 熊澤風花『青春を取り戻せ！』（2022年7月22日、主婦の友社、撮影：YOROKOBI）
- FRIDAYデジタル写真集 熊澤風花『ガラスのヒロイン』（2023年5月11日、講談社、撮影：鈴木ゴータ）
- FRIDAYデジタル写真集 熊澤風花『二十歳になったから』（2023年5月11日、講談社、撮影：鈴木ゴータ）
- スピ/サン グラビアフォトブック 熊澤風花『風薫る』（2023年5月22日、小学館、撮影：田口まき）
- 週プレ PHOTO BOOK 熊澤風花 写真集『またたく。』（2023年12月18日、集英社、撮影：前康輔）
- 週刊現代グラビア文学館 熊澤風花×堀辰雄『風立ちぬ』（2024年6月7日、講談社、撮影：鈴木ゴータ）

フォトブック
- 「LIG collection」season2 [01] 熊澤風花×神﨑風花（2021年8月10日、LIG collection）[41]

デジタルフォトブック
- ガラスガール 熊澤風花『光とアイドル』（2022年4月5日、shortcut8、撮影：武田敏将）

### ディスコグラフィ
- ソロ楽曲
  - 「Pumping Love」（2018年11月23日、LIKE IT MUSIC） - Task have Fun 9thシングル「3colors」および、アルバム『RED ALBUM』収録

- プリティグッド名義シングル
  - 「ドキドキ☆シュークリーム」（2014年5月28日、LIKE IT MUSIC）
  - 「またねっ。」（2015年3月25日、Aries Records）
  - 「Zutto」（2015年8月19日、LIKE IT MUSIC）

- FMF名義シングル
  - 「We Pop」（2021年8月24日、MUSIC@NOTE）

### 映像
- 主演映画『FIND』Blu-ray/DVD（2020年5月13日、キングレコード）

## 出演
※主にレギュラー・冠企画・特別出演のみ記載

### テレビ
- 開運音楽堂（2017年6月 - 、TBSテレビ） - 不定期出演
- テストの花道 ニューベンゼミ（2017年4月 - 2018年3月、NHK Eテレ） - 熊澤風花 2017年度ゼミ生 レギュラー[9]

### 映画
- FIND（2019年11月15日公開、キャンター） - 主演・スズネ 役
- 神様のサイコロ（2024年9月27日公開、キングレコード） - 本人 役[42]

演劇動画
- マンガ演劇「17クラブ」（2021年6月21日公開、森翔太チャンネル） - 主演・七色 役

### ネット配信
- 熊澤風花 個人生配信（2017年8月1日から - SHOWROOM）
- 渋谷LOFT9アイドル倶楽部 Vol.2（2019年3月18日、SHOWROOM）[43]
- りゅうちぇると高見奈央のiDOL on-line!（2020年8月26日、渋谷クロスFM）

### CM・広告・イメージモデル
- JA共済『ながらマナー篇』『オムニバス篇』TVCM（2014年12月、全国共済農業協同組合連合会）
- キャット子供服 WEB広告（2014年12月、株式会社キャット）
- 中外製薬 TVCM（2015年1月、中外製薬）
- JOYSOUND CM（2018年3月、エクシング）
- タイ家庭料理「チャーンタイ」PR（2019年11月、テレ東プラス）[44]
- ケンズカフェ東京 イメージガール（2020年6月）
- ケンズカフェ東京 TVCM（2022年10月）

### 書籍

#### 連載
- B.L.T. 熊澤風花 季刊連載『風花』（2022年5月24日 7月号 - 、東京ニュース通信社）

#### ムック・表紙掲載など
- IDOL FILE Vol.02（2017年2月17日、Rocks Entertainment/シンコーミュージック）
- アイドルヴィレッジ（2017年5月創刊号から、メタ・ブレーン）[45]
- girls! VOL.53・VOL.54（2018年3月22日、7月11日、双葉社）
- Rocket vol.13（2018年7月1日、Rocket Base）
- MIKIO SAKABE×∀iDOL StyleBook2（2018年7月7日、オアコ）
- 週刊ヤングジャンプ（2019年1月10日・2月28日・8月8日・9月26日・2021年11月18日、集英社）[46]
- アイドルフォトの撮り方 フレーミング編（2019年3月5日、誠文堂新光社、青山裕企）[47]
- 別冊IDOL FILE「LOLITA & GOTHIC」（2019年5月27日、Rocks Entertainment）
- NOT ALL vol.001（2020年2月3日、カンゼン）[48]
- IDOL FILE Vol.22「Wedding Dress」（2021年6月25日、Rocks Entertainment/シンコーミュージック）
- Pop’n’Roll「PnR」vol.1（2021年9月29日、扶桑社）[49]
- B.L.T. 4月号（2022年2月24日、東京ニュース通信社）
- STRiKE! 6回表（2022年4月22日、主婦の友インフォス）
- IDOL FILE Vol.26「Vintage Fashion」（2022年6月24日、Rocks Entertainment/シンコーミュージック）
- 20±SWEET[トゥエンティ・スウィート] 2023 JANUARY（2023年1月13日、東京ニュース通信社）
- 週刊ビッグコミックスピリッツ（2023年5月22日、小学館）[50]
- blt graph. vol.105（2024年8月30日、東京ニュース通信社）
- IDOL FILE Vol.33（2024年9月20日、Rocks Entertainment/シンコーミュージック）

#### WEBマガジン
- 少女記録「熊澤風花 / Fuuka Kumaza」（2016年11月、少女記録運営委員会、撮影：山田信男）
- B.L.T. 朝恋days-きっとカワイイ! FRESH GIRL-#76 熊澤風花（2020年10月、東京ニュース通信社）
- ガラスガール（2022年3月10日、shortcut8） - カバーガール[21]

### イベント
個人
- 熊澤風花 生誕祭（2016年7月2日、新宿レッドノーズ）
- 映画『FIND』完成披露上映会（2019年10月15日、ユナイテッド・シネマ アクアシティお台場）
- GIG TAKAHASHI 2（2022年3月1日、Zepp Haneda） - MC
- 近代麻雀水着祭2023 sugar Collection（2023年9月16日、しらこばと水上公園） - MC
- 札幌コレクション 2023 A/W（2023年11月4日、北海きたえーる）
- 学園天国 at たちかわ創造舎（2024年1月5日、たちかわ創造舎）

FMF名義
- @JAM 2021（2021年5月30日、Zepp DiverCity）
- 六本木アイドルフェスティバル2021（2021年7月31日、渋谷公会堂）
- シングル「We Pop」リリース記念イベント（2020年8月5日・12日・18日、都内各所）
- @JAM EXPO 2020-2021（2021年8月27日 - 29日、横浜アリーナ）